# Каменный Ручей (авиабаза)
Монгохто (Ка́менный Руче́й) — с момента своего создания и до сегодняшнего дня — крупнейший военный аэродром на Дальнем Востоке РФ, посёлок Монгохто. Расположен в 30 км севернее города Советская Гавань. Другие обозначения — Alekseyevka (US), Mongohto (Mongokhto).
Железнодорожная станция в 8 км от посёлка называется Ландыши, ведомственная грузовая станция в бывшей промзоне посёлка — Брусничная (в народе — «Брусничка»).
До 2009 года на аэродроме базировался 568-й ОГСАП (отдельный Гвардейский смешанный авиаполк) Тихоокеанского флота ВМФ России (войсковая часть 90724), вооружённый самолётами дальней противолодочной обороны Ту-142МЗ и самолётами-радиоретрансляторами Ту142МР, дальними ракетоносцами Ту-22М3, поисково-спасательным отрядом вертолётов Ка-27ПС, Ми-8 и военно-транспортным самолётом Ан-26. В 2010 году части гарнизона переформированы в 7061-ю Гвардейскую авиабазу Тихоокеанского флота. В настоящее время на аэродроме дислоцируется противолодочная эскадрилья сокращённого состава на Ту-142МЗ/МР (семь машин) и один транспортный самолёт Ан-26.
В советские годы на аэродроме дислоцировалась 143-я морская ракетоносная авиационная дивизия ВВС ТОФ (двухполкового состава, командир дивизии/начальник гарнизона — генерал-майор) — 568-й морской ракетоносный авиационный полк и 570-й морской ракетоносный авиационный полк, на самолётах Ил-28, затем Ту-16 и Ту-22М2, и 310-й отдельный противолодочный авиационный полк дальнего действия на самолётах Ту-142. В то время это был самый большой авиационный гарнизон (авиационное соединение) на Дальнем Востоке, который в числе первых получал новую авиационную технику, проводились войсковые испытания и исследования, а до начала 2000-х годов — и самый большой дальневосточный аэродром, активно использовавшийся при грузовых и пассажирских перевозках, в том числе и Аэрофлотом.

## География
Аэродром горный, КТА аэродрома 210 метров, высота круга 1200 метров.
В связи с особенностями муссонного климата в летний период возможны туманы, в зимне-весенний — обильные снегопады. В XX веке основная интенсивность полётов приходилась именно на осенне-зимний период, так как начиная с мая и по конец июля практически ежедневно аэродром в вечера и до утра накрывало густым туманом (видимость в тумане составляла 50-100 метров). В XXI веке, в связи с глобальным потеплением, интенсивность и плотность туманов резко упала.
Также см. раздел в статье о п. Монгохто
Данные аэродрома
- Взлётно-посадочная полоса (номер) 12/30
- Ширина 60/80 м
- Длина 3430 м
- Курс магнитный 123°/303°
- Покрытие — твёрдое (железобетон)
- Грузонапряжённость ВПП и МРД не ограничена, РД до 200 тонн.
- Топливо на аэродроме: ТС-1, РТ
- Позывной аэродрома — «Аркан», «Пробирка»
- Регламент работы аэродрома — круглосуточно, для перелетающих ВС кроме четверга.
- Освещение ВПП — при полётах. Для перелетающих и аварийных ВС — по запросу.
- Автобус, гостиница, столовая — в п. Монгохто

## История
Взлётно-посадочная площадка построена в годы ВОВ, по крайней мере известно фактическое применение запасного аэродрома для тяжёлых машин.
Как самостоятельный гарнизон существует с 1947 года, на аэродроме имеется искусственная взлётно-посадочная полоса (ИВПП) с 1949 года. С 1953 года на постоянную дислокацию сюда переведёна 692-я (бывшая 16-я) смешанная авиадивизия 7-го ВМФ в/ч 42957 (штат № 98/709). В составе дивизии были два авиационных полка:
55-й АППБ (авиационный полк пикирующих бомбардировщиков) в/ч 90724 (переименованный далее в 568-й МТАП) и
64-й ДБАП (дальнебомбардировочный авиационный полк) в/ч 09694 (переименованный в 570-й МТАП).
На вооружении полков 692-й САД имелись самолёты Пе-2, Ту-2, Ла-11, МиГ-15.
В состав дивизии, на 10 мая 1953 года, также входили, помимо двух авиаполков: 1714-й отдельный батальон связи и земного обеспечения самолётовождения, 543-я школа младших авиаспециалистов, 169-я минно-торпедная часть, 244-я автомобильная кислорододобывающая станция, 140-е дивизионные ремонтные мастерские, Дом офицеров, управление дивизии.
К концу 1953 года проведено перевооружение обоих полков на Ил-28 (с 1955 года — Ил-28Т). Дивизия переподчинена и вошла в состав 105-го АК ВВС ТОФ (в дальнейшем ВВС СТОФ, 10-й АК ТОФ).
С 20 мая 1954 года, на основании Директивы ГШ ВМФ №ОМУ/4/19251, на аэродром Каменный Ручей передислоцирована 257-я отдельная буксировочная авиационная эскадрилья на самолётах Ту-2.
30 апреля 1955 года, на основании Директивы ГШ ВМФ №ОМУ/1/53065 от 25.03.55 692-я МТАД переименована в 143-ю МТАД с сохранением условного наименования и места дислокации.
В 1957 году с аэродрома Багерово получены 4 самолёта Ту-4К. Дивизия стала лидерной на ТОФ при переучивании на ракетоносцы Ту-16. Три самолёта Ту-4 вошли в состав отряда управления дивизии, один числился в полку. Эти самолёты использовались для обучения штурманов работой с аппаратурой ракеты, а также для практической отработки постановки минных заграждений, для перевозки жидкого кислорода из Хабаровска, также ставились опыты по постановке пассивных помех аэродромной РЛС П-9.
С 1958 года личный состав полков начал переучивание на самолёты Ту-16, часть самолётов Ил-28 переоборудована в буксировщики мишеней и переданы в 257-ю ОБУКАЭ, которая в дальнейшем перелетела на аэродром Май-Гатка. 568-й полк стал лидерным на ТОФ по переучиванию на Ту-16К.
30 марта 1958 года на аэродроме Каменный Ручей сформирован 3-й отдельный истребительный авиационный отряд специального назначения на самолётах-имитаторах ракет — МиГ-17СДК. СДК — Самолёт-Дублёр «Кометы» (ракета «КС-1»), для отработки пусков ракет. В дальнейшем отряд был увеличен и переформирован в 269-ю ОИАЭ СпН. Эскадрилья расформирована в 1961 году.
В этом же году на аэродроме Каменный ручей проходит переучивание на Ту-16 50-й гв. ОРАП из Романовки, и из состава полка формируется 266-я ОДРАЭ.
В 1959 году самолёты Ту-4 выведены из состава дивизии и списаны. Гарнизон зачислен к особо режимным ядерным объектам (приказ ГК ВМФ № 00191).
1 октября 1960 года на основании Директивы ГШ ВМФ №ОМУ/1/13030 10-й АК ВМС (п. Бяудэ) ликвидирован. 143-я МТАД ДД перешла в непосредственное подчинение Командующего ВВС ТОФ. 266-я ОДРАЭ перелетела к новому месту дислокации — АС Елизово (Камчатка).
В 1962 году в гарнизон прибыла эскадрилья заправщиков с гарнизона Зябровка (210-го гв. ТБАП). В это время в каждом полку было по четыре эскадрильи.
Помимо Ту-16 разных модификаций, на аэродроме эксплуатировались три Ли-2 (затем остался один борт «11» белый) и Ту-104Ш (рег. № СССР-42330) вертолёты Ми-8, три самолёта Ан-2, затем Ан-26 («06» синий) (вместо списанного Ли-2 в конце 70-х). В 1961 г. 570-й МТАП ДД перевооружился на Ту-16К-10, а в 1963 г. 568-й МТАП ДД получил Ту-16К-16. До 1967 года в порядке эксперимента в 568-м полку существовала эскадрилья самолётов Ту-16ПЛО (противолодочная). На тот момент на аэродроме имелась ИВПП (бетон) 2500×80 м. По принятой тогда системе, в полку Ту-16 было две боевых эскадрильи и одна вспомогательная. В дальнейшем в Монгохто были Ту-16К-10-26, Ту-16К-10-26Б, Ту-16Р, Ту-16СПС «Букет», Ту-16П «Ёлка», Ту-16-З и ещё ряд машин.
От воздушного противника до начала 70-х годов аэродром прикрывали две (уточнить?) батареи МЗА, для тренировочных стрельб которых прилетали буксировщики Ил-28 с Май-Гатки (257-я отдельная буксировочная авиационная эскадрилья).
В 70-х и 80-х годах аэродром используется ГВФ в качестве резервного и запасного, выполняются пассажирские рейсы на Хабаровск, Владивосток, Москву, также регулярно принимаются перелетающие борты различных ведомств. В 1978 году в гарнизон передислоцирован 310-й отдельный противолодочный авиаполк дальнего действия (ОПЛАП ДД) в/ч 99315 на самолётах Ту-142 и приданная полку база противолодочного вооружения в/ч 99323. ИВВП была достроена ещё на 900×60 метров. Хабаровский отряд ГА выполняет несколько технических рейсов на самолётах Ил-62, аэродром официально становится запасным для ГА и получает код ИКАО.
Из частей управления и обеспечения в гарнизоне были: управление дивизии в/ч 42957, 140-е дивизионные ремонтные мастерские в/ч 56132, 365-я отдельная стационарная база управления и обеспечения посадки самолётов в/ч 40763 (позднее 1025-я ОБС и РТО), 3226-я авиационно-техническая база в/ч 26869, 828-я отдельная рота связи в/ч 39167, 204-я ремонтно-техническая база ТОФ (РТБ) 12-го ГУМО в/ч 40689, 2377-е склады ГСМ и КРТ в/ч 10998, 1097-я ракетно-техническая база в/ч 45762, 469 отряд морской инженерной службы, 143-я поликлиника ТОФ, 180-я отдельная рота охраны, 96-я газотурбинная станция, управление домов офицерского состава УДОС-6. Торговое обеспечение шло по системе Военторга ВТ-369.
В гарнизоне также дислоцировался 863-й военно-строительный отряд (и прикомандированная рота от 868-го ВСО из п. Заветы Ильича), постоянно шло строительство как военных объектов, так и жилья. Однако с конца 70-х годов и до начала 90-х гарнизон был катастрофически перенаселён (численность населения значительно превышала 6 тысяч человек, это без учёта переменного состава, то есть срочной службы), не хватало объектов инфраструктуры и просто самолётных стоянок.
На сопке к юго-востоку гарнизон прикрывал ракетный дивизион ПВО от в/ч 33096 (345-я бригада ПВО) — комплексы С-125 (батареи зенитных автоматов к тому времени были расформированы). Дивизион просуществовал до середины восьмидесятых годов и был сокращён, его функции были переданы дивизиону «Дюанка» в/ч 33096-Б, к тому времени перевооружённому на С-300П.
В конце 70-х годов аэродром интенсивно расширяется — строятся новые стоянки и рулёжки («зелёная зона»), устанавливается новое РТО аэродрома. В 1980 году 568-й МРАП был переучен и получил в две авиаэскадрильи 20 самолётов Ту-22М2 вместо Ту-16. Затем был переучен и перевооружён (также только две эскадрильи) 570-й МРАП.
В 1983 году сформирована 267-я объединённая технико-эксплуатационная часть в/ч 53031, вместо ТЭЧ АП 568-го и 570-го полков. Построены и расширены 4 стоянки (технологические площадки, «под открытым небом») на базе расформированной ТЭЧ 570-го МРАП.
В 1986 году в 310-м ОПЛАП формируется эскадрилья Ту-142МР. В 568-й МРАП поступает для опытной эксплуатации Ту-22М3 («30» красный). В конце 80-х 310-й ОПЛАП перевооружается на Ту-142МЗ. В это время аэродром активно и круглосуточно используется в качестве транзитного узла при перелётах по ДВ, суточный трафик движения сравним с крупными аэропортами.
Недалеко от Комсомольска-на-Амуре строится аэродром 1 класса Менгон, служебные и жилые помещения, для будущей передислокации 310-го ОПЛАП. Также аэродром Менгон вместо первоначально планировавшегося Каменного Ручья должен был стать одним из резервных мест для приземления космоплана советской многоразовой транспортной космической системы «Буран». Одновременно на аэродроме Каменный Ручей строятся стоянки и рулёжные дорожки для Ту-160, и несколько новых пятиэтажных жилых домов. Проскакивала информация, что в дальнейшем планировалась реконструкция ВПП до 5000×100 метров. Однако этим планам сбыться было не суждено, так как распался СССР. В 1992 году все самолёты Ту-16 сняты с вооружения и перекатаны в «зелёную зону», где ждут очереди на разделку. Старые Ту-142 («ВП» и «ВПМ») крушили на недостроенных стоянках 160-х.
В 1993 году 143-я МРАД переименована в 25-ю гвардейскую МРАД. В 1994 году ликвидировано управление дивизии и 570-й МРАП. В 1996 году 568-й гвардейский МРАП перевооружён на Ту-22М3, часть самолётов Ту-22М2 перелетела в Хороль (на утилизацию), остальные к концу века распилены на родном аэродроме (большинство Ту-22М2 были относительно новые, из последних серий, исправные и с огромным запасом ресурса). На аэродром передислоцирована 355-я отдельная спасательная авиаэскадрилья в/ч 60053 (самолёты Ан-12ПС, Ан-26, вертолёты Ми-14ПС) с аэродрома Май-Гатка. В 1998 году 355-я ОСАЭ сокращена до отряда (184-й ОАПСО), а в следующем году отряд спасателей влился в состав 310-го ОПЛАП. Вертолёты (исправные) Ми-14ПС переданы в МЧС, взамен из Николаевки передали пару вертолётов Ка-27ПС.
В 2002 году путём вливания в 568-й гв. МРАП 310-го ОПЛАП и 267-й ОТЭЧ сформирован 568-й гвардейский отдельный смешанный авиаполк (самолёты Ту-142МЗ, Ту-142МР, Ту-22М3, Ан-26, вертолёты Ка-27ПС, Ми-8Т).
В начале 2010 года части гарнизона переформированы в 7061-ю гвардейскую авиабазу Тихоокеанского флота России.
С середины 2011 года ракетоносцы Ту-22М3 передаются в Дальнюю авиацию, самолёты поэтапно перегоняются на авиабазу «Белая». Процесс перегонки растянулся на несколько лет и до настоящего времени не завершён.
С февраля 2012 года гарнизон является структурным подразделением 7062-й АвБ ТОФ.
Все боевые машины аэродрома Каменный Ручей имеют красные бортовые/хвостовые номера. Турбовинтовые также имеют наполовину окрашенные жёлтые коки с чёрной «запятой».

## Аварии и катастрофы
Список неполный.
- 30 января 1958 произошла катастрофа Ту-16, командир корабля Чурилин А. Т, весь экипаж погиб. Выполнялся учебный перехват истребителями бомбардировщика. По словам пилотов истребителей, Ту-16 неожиданно свалился на крыло и ушёл вниз. Вероятно, самолёт попал в воздушную струю от самолёта Миг-17. Члены экипажа: Мархин Н. Г., Гвардионов А. А., Карпов Ю. И., Дербенёв Н. С., Луценко В. С. Примечание: Летом 2017 года в бухте Рында у о. Русский обнаружены обломки разбившегося самолёта Чурилина.
- 13 августа 1959 рухнул на взлёте Ту-16К. Самолёт упал с высоты 40-50 метров в тайгу за ВПП, никто из экипажа не выжил (других сведений по катастрофе нет). Экипаж: Старов И. А., Макаров Ю. Г., Аникин Л. Ф., Алексеев А. И., Конин Р. С., Шабалин В. О., Куприяненко Е. И.
- Ночью 30 апреля 1966 года, Ту-16, экипаж м-ра Тихонова, из-за ошибки руководителя полётов, при посадке на запасном аэродроме Хороль самолёт столкнулся с сопкой, весь экипаж погиб. Самолёт садился в Хороле из-за резкого ухудшения погоды на Каменном Ручье. Обломки машины были обнаружены только на 4-е сутки. Члены экипажа: Кравцов В. М., Шаденко Н. В., Шульга В. С., Борестовенко Ю. И., Юсупов Б.
- 1974 год. Посадка самолёта Ту-16 «на брюхо» на БВПП, ночью. На пробеге сложились стойки шасси. Отказ техники, неграмотные действия экипажа и РП. Экипаж не пострадал, самолёт получил значительные повреждения. Его долго и безуспешно пытались восстановить, затем перетащили за капониры в «зелёной зоне» и утилизировали в числе первых Ту-16, в середине 90-х годов.
- 20 июня 1976 Ту-16К-10 (борт № 77), командир м-р Зинченко, оперативный аэродром Леонидово (о. Сахалин). Посадка самолёта на грунт за восемь метров до ВПП с превышением максимально допустимого посадочного веса (по топливу) и вертикальной перегрузки. После жёсткого удара самолёт переломился за передней гермокабиной, его снова подбросило в воздух, и машина моментально загорелась. Горящий самолёт пролетел 300 метров над ВПП до повторного касания. После остановки экипаж экстренно покинул горящую машину. Второй штурман получил ожоги кистей рук, самолёт полностью сгорел.
- 16 сентября 1980 самолёт Ту-16К-10, командир к-н Душко. Вылет на боевую службу в Охотское море в составе пары. Остановка двигателей при заходе на посадку на запасной аэродром Кневичи из-за полной выработки топлива. Выполнена аварийная посадка на кукурузное поле (ночью) за 12 км до ВПП. Экипаж жив, самолёт восстановлению не подлежал.
- 18 августа 1982 — авария самолета Ту-22М2, КК п/п-к Митяев А. Н.
- Днём 20 апреля 1984 упал в море самолёт Ту-142 (№ 22) 310-го ОПЛАП. Экипажем командовал командир полка полковник Зубков В. Н. Вылет на боевую службу в составе пары. После трёх часов полёта над Охотским морем ведомым был замечен выхлоп чёрного дыма и след белого шлейфа топлива из района третьей силовой установки с возникновением через минуту очага огня и переходом самолёта в правую нисходящую спираль, с возрастанием крена до 60-70° и с резким снижением. Самолёт столкнулся с водной поверхностью и взорвался, никто из экипажа не смог покинуть гибнущую машину. Из-за большой глубины моря в месте падения бортовые самописцы не найдены, окончательно причина не установлена. Погибло 9 человек. Члены экипажа: ст. лейтенант В. И. Таран, подполковник А. В. Кутя, капитан В. Н. Лоскутов, лейтенант В. А. Бочанов, капитан С. Н. Боровков, капитан Я. А. Лацис, прапорщик И. Т. Боровский, майор В. В. Гриднев.
- Ночью 17 января 1985 разбился Ту-22М2 (борт № 29), 568-й МРАП. Самолёт упал на взлёте в районе ближнего приводного радиомаяка, развалился и сгорел. Экипаж погиб. Командир корабля капитан Ширманов А. А, помощник КК — Новиков Ю. В., штурман-оператор — Худотеплов Ю. И., штурман — Городников В. П.
- Днём 13 октября 1987 в 310-м полку произошла авария самолета Ту-142, командир корабля капитан Разумов. Через 45 секунд от начала разбега на скорости 285 км/час командир принял решение об аварийном прекращении взлета. До торца БВПП оставалось 150 метров, машина выкатилась за пределы полосы на 375 метров и попала в овраг, подломив переднюю стойку шасси. При покидании радист сломал ногу, выпрыгнув из высоко задравшейся кормы. Повреждённый самолёт не восстанавливали, поставили в «отстой» и впоследствии разделали на металлолом.
- Утром 23 ноября 1989 — трагедия с Ту-22М2 (борт № 70). При возвращении с полигона «мыс Тык» на базовый аэродром в Татарский пролив (на траверзе Углегорска) упал самолёт майора Зерцалова 570-го МРАП. Экипаж воспользовался средствами аварийного покидания, но спасти не удалось никого. Экипаж: Валерий Зерцалов, Сергей Мавродиев, Владимир Гусев, Николай Сушков.
- Вечером 6 ноября 2009 разбился самолёт Ту-142МЗ борт № 55 568-го ОСАП. Контрольный полёт в зону на ввод в эксплуатацию бортового техника после планового отпуска. При заходе на посадку, после третьего разворота отметка самолёта неожиданно пропала с экранов РЛС. Никаких докладов о возникновении аварийной ситуации от экипажа не поступало. Обломки машины обнаружены в Татарском проливе. Погибло 11 человек. Официальной причиной катастрофы назван «человеческий фактор».

Среди погибших во время несения службы — майор Вадим Капкин, лейтенант Артём Бланк, старший лейтенант Павел Чолак, капитан Алексей Тимофеев, майор Алексей Аблонский, капитан Константин Шолохов, старший прапорщик Андрей Фефилов, капитан Сергей Гуляев, старший прапорщик Валерий Воронков, старший прапорщик Николай Паламар, лейтенант Евгений Долгов.

## Авиационные памятники
В конце 70-х к корпусу старшей школы был установлен Ли-2. Сохранилась фотография, сделанная на фоне этого самолёта при посещении гарнизона космонавтами. Ли-2 простоял до середины 80-х годов. За это время он был разграблен и осквернён. Впоследствии самолёт перемещён в лес за школу, затем утилизирован.
В 1983 году возле кафе «Высота» практически в центре посёлка установили Ту-104Ш (СССР-42330). Самолёт использовался в качестве детского кафе, затем в качестве видеосалона. Подожжён криминальными подростками в начале 90-х и затем распилен на металлолом.
В 1984 году в сквере, в торце ул. Театральной, построен мемориал памяти погибших экипажей. Первый памятник поставили экипажу п-ка Зубкова. К сожалению, в дальнейшем мемориал пополнился памятниками ещё трём экипажам (ещё три экипажа захоронены на поселковом кладбище — за ними после долгого перерыва начали ухаживать.)
Два МиГ-17. Один установлен во дворе Спортивной 1-2-3, второй установлен на постаменте за штабом дивизии. Оба впоследствии демонтированы и разделаны на металл.
Ракета КС-1 была установлена на постаменте в сквере возле столовых л/с. Демонтирована (украдена неизвестными лицами за одну ночь) в середине 90-х годов.
Ракета Х-22ПСИ установлена вертикально возле КПП-1. На фюзеляже имеет надпись «Монгохто», символизируя въезд в гарнизон МРА.
Стела «Монгохто» установлена на выезде с аэродрома, на границе автостоянки КПП-2. На противоположной обочине установлен щит с надписью «Добро пожаловать». С обратной стороны щита надпись «Счастливого полёта».

## Авиационная техника
В разное время на аэродроме базировались следующие типы летательных аппаратов: